# ГЕС Пунта-Негра
ГЕС Пунта-Негра (ісп. Represa Punta Negra) — гідроелектростанція в північній Аргентині в провінції Сан-Хуан. Знаходячись між ГЕС Caracoles (вище по течії) та ГЕС Ульюм, входить до складу каскаду на річці Сан-Хуа́н, що впадає праворуч в Десагуаде́ро (ліва притока Ріо-Колорадо, що впадає в Атлантичний океан за сотню кілометрів південніше від Баїя-Бланки).
В межах проекту річку перекрили земляною греблею із бетонним облицюванням висотою 105 метрів та довжиною 750 метрів. Вона утримує витягнуте по долині річки на 13 км водосховище з площею поверхні 12,5 км2 та об'ємом 500 млн м3. Звідси вода подається до машинного залу через тунель довжиною 164 метри з діаметром 5,5 метра, що переходить у напірний водовід довжиною 115 метрів та спадаючим діаметром від 4,6 до 3 метрів.
Пригреблевий машинний зал обладнали двома турбінами типу Френсіс потужністю по 30,8 МВт, які при напорі у 80 метрів забезпечують виробництво 296 млн кВт-год електроенергії на рік.
Відпрацьована вода потрапляє у нижній балансуючий резервуар, з якого вона скидається у річку або подається до іригаційного каналу, що зрошує 15 тисяч гектарів земель.
Видача продукції відбувається по ЛЕП, розрахованій на роботу під напругою 132 кВ.